# Псковский кадетский корпус
Пско́вский каде́тский ко́рпус — начальное военно-учебное заведение российской императорской армии, готовившее детей и подростков к военной службе в период с 1882 по 1918 (1920) год.
Псковский кадетский корпус возрождён в 2016 году по инициативе Губернатора региона Андрея Турчака при участии Министерства обороны РФ и командующего ВДВ России.

## История
История учебного заведения началась ещё в 1797 году, когда в Пскове была создана Военно-начальная школа солдатских детей. С 14 мая 1859 года существовало Псковское училище военного ведомства. В эпоху реформ военно-учебных заведений, 30 августа 1866 года была создана Псковская военная школа из которой 17 июля 1868 года образована Псковская военная прогимназия.
Приказом по Военному ведомству от 13 июля 1876 года прогимназия была преобразована в военную гимназию. В 1882 году военные гимназии Российской империи (в том числе Псковская военная гимназия) получили статус кадетских корпусов.
Псковский кадетский корпус располагался в здании 1784 года бывших губернских присутственных мест (ныне — ул. Некрасова, д. 23). Здание перестраивалось в конце 50-х годов XIX века.
В кадетском корпусе проходили обучение дети из дворянских, офицерских и чиновничьих семей начиная с 10-летнего возраста. В псковском кадетском корпусе абсолютное большинство среди псковских кадет, как и среди кадет других корпусов, составляли дети офицеров, обучавшиеся за казённый счёт и жившие в интернате. Кадеты делились на 7 рот (классов) по возрастному принципу. Штат воспитанников корпуса был определён в 400 человек, но в действительности их всегда было несколько больше. В общую программу обучения воспитанников кадетского корпуса входили также занятия по гимнастике, танцам и пению.
Корпус имел своё знамя, врученное в 1906 году, судьба которого неизвестна, так как оно было оставлено в 1918 году в Казани с корпусным священником о. Василием Беллавиным.
Во время Первой мировой войны, в июле 1917 года из-за приближения линии фронта Псковский кадетский корпус был эвакуирован в Казань. Решением Временного правительства 7 августа 1917 года кадетские корпуса были преобразованы в гимназии военного ведомства. В октябре 1917 году воспитанники Псковского кадетского корпуса в эвакуации принимали участие в попытке подавления выступлений революционно настроенных солдат.
В 1918—1920 годах после захвата Казани войсками Красной армии основная часть учащихся и сотрудников корпуса была переведена в Иркутск и объединена с другими эвакуированными кадетскими корпусами. После трёх дней кровопролитных боёв с Красной армией кадеты были взяты в плен. До прибытия ЧК при содействии красного командира, не разделяющего взгляды коммунистов, пленные кадеты были записаны как оренбургские казаки и отправлены с эшелоном в центральную Россию, где и разошлись по разным местам. Небольшая часть кадет смогла вырваться из окружения и продолжила отступление с войсками Белой армии. Общество бывших выпускников было образовано ещё до революции в России. В 1925 году в Париже было вновь образовано Объединение Псковского кадетского корпуса, вошедшее в состав Союза Российских военных корпусов. Редактор журнала псковичей Бороздин Г. А. составил списки воспитателей, преподавателей и почти всех кадет по выпускам. Кроме утверждённого Адмиралом Колчаком в 1919 году знака корпуса, выпускники, окончившие корпус до февраля 1917 года утвердили в эмиграции свой знак, за основу которого был взят проект знака, выработанный до начала февральской революции. Члены Объединения в эмиграции свято верили, что возродится и Россия, и Псковский кадетский корпус.
На современном этапе руководством города и общественностью обсуждается вопрос воссоздания в Пскове кадетского корпуса.

## Директора
- 1879[2]—1883: полковник Ф. И. Пышенков
- 1883—1891: полковник А. С. Курбатов.
- 1891—1902: генерал-майор И. А. Боголюбов.
- 1902—1906: генерал-майор В. А. Шильдер
- 1906—1912: полковник В. П. Родионов
- 1912—1916: генерал-майор Г. С. Осипов
- 1916—1918: генерал-майор А. В. Большев

## Известные выпускники
Выпускники Псковского кадетского корпуса
1883
- Абаза, Виктор Иванович
- Симанский, Пантелеймон Николаевич

1884
- Великопольский, Леонтий Николаевич
- Рубец-Масальский, Фёдор Васильевич

1885
- Веселовский, Антоний Андреевич
- Кондратович, Лука Лукич

1886
- Минут, Виктор Николаевич
- Селивачёв, Владимир Иванович

1887
- Фабрициус, Алексей Александрович
- Четков, Владимир Матвеевич — переведён в Полтавский кадетский корпус

1889
- Довгирд, Стефан Агатонович
- Кельчевский, Анатолий Киприанович

1890
- Васильев, Виктор Николаевич
- Крымов, Александр Михайлович
- Кузнецов, Сергей Алексеевич

1891
- Великопольский, Николай Николаевич
- Занкевич, Михаил Ипполитович
- Левандовский, Владимир Антонович

1894
- Боровский, Александр Александрович

1895
- Андроников, Владимир Михайлович

1897
- Ассанович, Пётр Львович

1900
- Вегенер, Александр Николаевич

1903
- Плотников, Евгений Борисович
- Протасович, Виктор Александрович

1904
- Макеев, Борис Владимирович

1906
- Ушаков, Борис Фёдорович